# Open Air Gampel

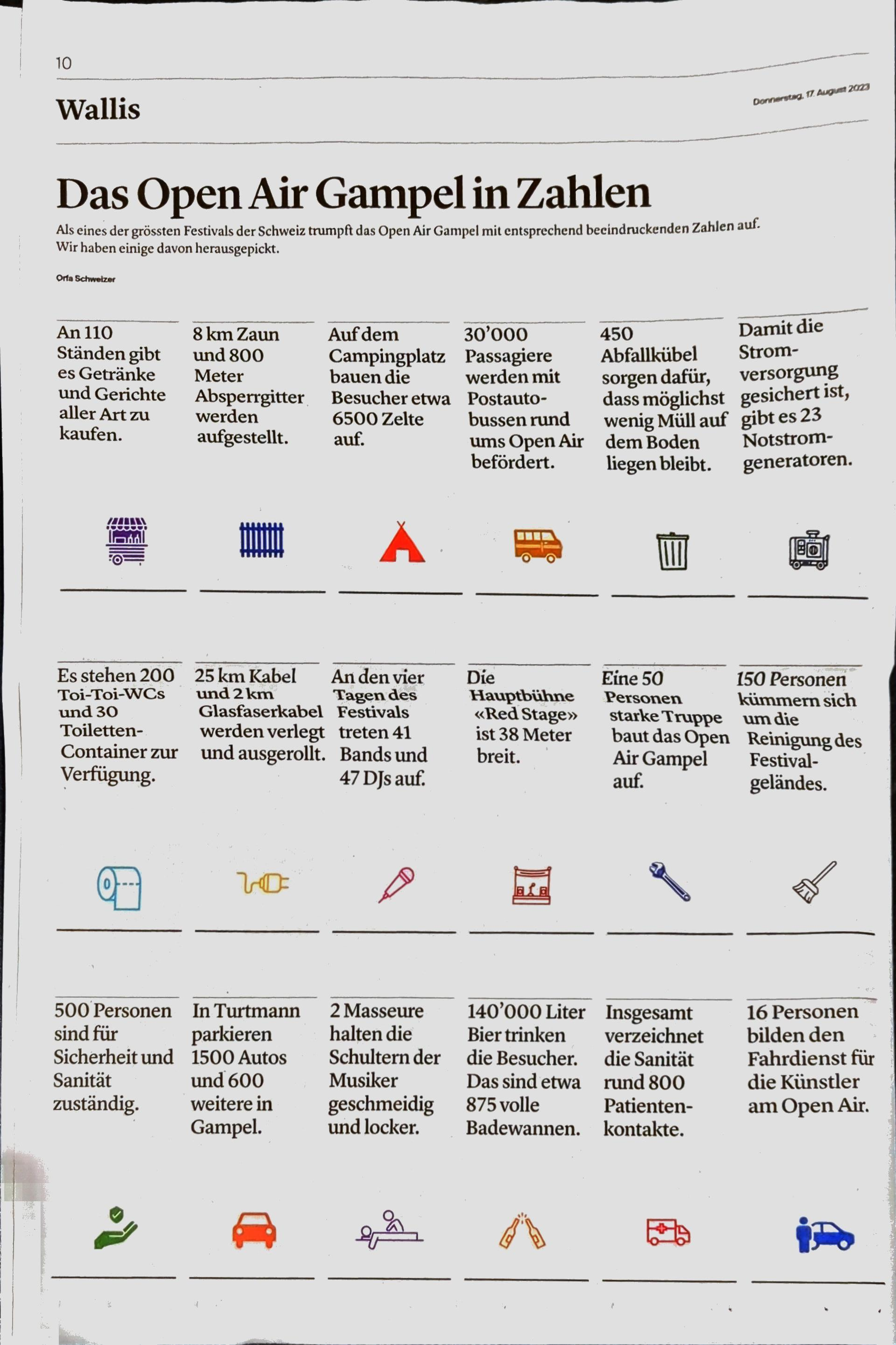
Open Air Gampel 2023 in Zahlen

Das Open Air Gampel (OAG) ist ein Musikfestival in Gampel-Bratsch (Wallis, Schweiz), welches seit 1986 jährlich im August stattfindet.
Die Open Air Gampel AG ist eine beauftragte Gesellschaft des Rock Hock Vereins, welche einmal im Jahr ein kulturelles Festival plant, organisiert und umsetzt. Das Festival umfasst unterschiedliche Bereiche wie die Programmplanung, Medienarbeiten, Sponsoring, Infrastrukturbereich, Verkehr & Sicherheitsbereich sowie Administration und Catering.

## Geschichte
1986: Auf Initiative der Rockband „Family Force“ aus Gampel und der Firma „Freepower Music“, fand in diesem Jahr das Open Air Gampel zum ersten Mal unter dem Namen „Rockfestival“ statt. Damals diente ein LKW-Anhänger noch als improvisierte Bühne für die 500 Gäste. Headliner des ersten Open Airs waren neben Family Force auch die Berner Band Span.
1987: Dank des überwiegend positiven Feedbacks der Besucher des letzten Jahres entschied Thomas Tscherry, ein solches Festival jedes Jahr durchzuführen. Zu diesem Zweck gründete er einen eigenen Verein. Dank des Erfolges weitete man das Open Air Gampel auf zwei Tage aus. Auch konnte man nun zum ersten Mal auf dem Festivalgelände zelten. Von dem Sportplatz wechselten die Organisatoren in einem Hangar. Dieser wurde aber nur als Bühne gebraucht, und so konnten die rund 3'000 Besucher weiterhin „Open Air“ der Musik lauschen. Headliner waren in diesem Jahr Uriah Heep und Wishbone Ash.
1988: In diesem Jahr gab es den ersten Namenswechsel. Statt Rockfestival benannte man es «Internationales Rockfest». Auch waren erstmals viele national bekannte Schweizer Musiker zu Gast. Trotz Regens war das Festival finanziell erfolgreich. Wie schon im Jahr zuvor, pilgerten rund 3'000 Menschen an den Hangar. Als Headliner spielte in diesem Jahr Nazareth.
1989: Erstmals wurde in diesem Jahr die Bühne vor dem Hangar-Gebäude aufgestellt. Auch erschien in diesem Jahre erstmals das noch heute bekannte und genutzte Logo mit dem Steinbock. Dieses Logo wurde von Thomas Tscherry, dem damaligen Open-Air-Chef, geschaffen.
1990: In viel kleineren Ausmaßen war 1990 das Open Air auf dem heutigen Gelände. Guesch Patti, die damals zuoberst in den Charts war, musste den Auftritt aus gesundheitlichen Gründen absagen. Als Ersatz sprang für sie Uriah Heep ein. Headliner in diesem Jahr waren Rare Earth und Luther Allison.
1991: Erstmals fand das Open Air Gampel nicht in Gampel, sondern Raron statt. Für gut 30'000 Personen wurde ein Gelände eingerichtet, doch es kamen lediglich 8'000. Auch weitete man das Festival erstmals von zwei auf drei Tage aus. Den Besuchern wurden zudem Essensstände zur Verfügung gestellt und es gab zum ersten Mal einen kostenlosen Pendelbus. Als erstes Open Air in der Schweiz, konnte man auf dem Internationalen Rockfest auch ein Rahmenprogramm mit Bullriding, Schlammschlacht, Artisten und einer Trial-Show geniessen. Headliner waren in diesem Jahr Nina Hagen, Status Quo und Mory Kanté.
1992: Nachdem es in Raron «nicht gut lief», wechselte man in diesem Jahr wieder zurück nach Gampel. Wegen den finanziellen Schwierigkeiten im letzten Jahr, musste man an vielem zurückschrauben. Auch wurde zum ersten Mal der Name „Open Air Gampel“ gebraucht. Trotzdem versuchte der Veranstalter ein tolles Musikprogramm anzubieten und erreichte dies dann auch mit Headliner wie Marillion, Gary Moore und Eric Burdon.
1993: Mit DRS3 konnte man in diesem Jahr erstmals einen nationalen Radiosender für das Open Air gewinnen. Das Plakat wurde damals von dem Künstler Heinz Julen gestaltet. Auch war es die Feuertaufe für Sixties Club. Als Headliner traten Magnum, Edoardo Bennato und Fish auf.
1994: Die Gamplerin Sina war in diesem Jahr mit ihrer ersten CD an der Spitze der nationalen Charts. Entsprechend durfte sie auch am Open Air Gampel auftreten. Auch mussten die Organisatoren sich mit der zweiten Absage der Geschichte auseinandersetzen. Marla Glen verfuhr sich auf dem Weg ins Wallis und kam zu spät in Gampel an. Headliner waren in diesem Jahr Midnight Oil, Zucchero und The Pogues.
1995: Das Open Air Gampel feierte sein 10-jähriges Jubiläum. Headliner waren in diesem Jahr Zap Mama, Bob Geldof und die Musicalgruppe Hair.
1996: Dank dem großen Erfolg des Technos in den 1990er Jahren stellte man den Besuchern ein entsprechendes Zelt zur Verfügung. Headliner in diesem Jahr waren Manfred Mann’s Earth Band, Vaya Con Dios, Marla Glen und Züri West.
1997: Neben DRS3 konnte man zusätzlich auch den französischsprachige Radiosender Couleur 3 als Partner gewinnen. Headliner in diesem Jahr waren Clawfinger, Joan Osborne und BAP.
1998: Erstmals stellte Roman Pfammatter das Programm zusammen. Auf dem Plakat liegt eine unförmige Figur von der Visper Künstlerin Maria Ceppi. Headliner neben The Cure waren in diesem Jahr Bell, Book & Candle und Del Amitri.
1999: Über 30'000 Besucher weilten in diesem Jahr in Gampel. Der Schlagzeuger zertrümmerte nach dem Gig sein Instrument auf der Bühne. Headliner waren neben Boy George, Culture Club und den Guano Apes auch die Blues Brother Band.
2000: Zum 15. Festival-Jubiläum wurde von 36'500 Zuschauern begleitet. Erstmals in seiner Geschichte war das Event ausverkauft, unter anderem wegen der Auftritte von Joe Cocker und Die Fantastischen Vier.
2001: Rund 43'300 Besucher besuchten in diesem Jahr das Open Air. Headliner waren neben DJ BoBo Papa Roach, Deep Purple und Echt.
2002: Mit 46'300 Besuchern konnte man den Vorjahres-Rekord nochmals steigern. Headliner waren in diesem Jahr Motörhead, Nek, Natalie Imbruglia, UB40 und Polo Hofer & Band.
2003: Mit 54'000 Besuchern war das Festival erneut ausverkauft. Damit ordnete sich Gampel nun an zweiter Stelle der meistbesuchten Deutschschweizer Festivals ein. Das GOA bot Seeed, Simple Minds und Heather Nova als Headliner.
2004: Erstmals fand das Open Air an vier Tagen statt. Entsprechend besuchten an diesem Wochenende 79'000 Besucher das Festival im Wallis; mit den 25'000 zusätzlichen Besuchern war das Festival in diesem Jahr das größte Festival in der Deutschsprachigen Schweiz. Musikalisch konnte Gampel Pink, Die Toten Hosen, The Offspring und Toto als Headliner präsentieren.
2005: Gampel feierte sein 20-jähriges Jubiläum. Dazu versuchte Gampel auch mehrere Bands der letzten 20 Jahren einzuladen. Auch wurde bisher zum ersten und einzigen Mal eine dritte Bühne für etwas kleinere Bands angeboten. Als Highlight des Festivals war die heimische Band Family Force zu Gast. Headliner waren Joe Cocker, Korn, Shaggy und Söhne Mannheims.
2006: Erstmals wurde die Grenze von 80'000 Besuchern überschritten. Headliner waren Muse, Jovanotti, Franz Ferdinand und The Prodigy.
2007: Mit dem Open Air im Jahre 2007 fingen die Organisatoren wieder an, schwarze Zahlen zu schreiben. Über 80'000 Besucher konnte man verzeichnen. Headliner waren Tool, Die Ärzte, Travis und Gentleman.
2008: Es gab rund 78'000 Besucher. Als Headliner traten Nightwish, Beatsteaks, Die Fantastischen Vier und Mando Diao auf.
2009: Beim 24. Open Air Gampel waren etw 72'000 Gäste. Headliner waren Snow Patrol, Kaiser Chiefs, N.E.R.D und Maximo Park.
2010: Beim 25. Open Air Gampel feierten insgesamt 80'700 Besucher in Gampel. Gäste waren u. a. Die Toten Hosen, Queens of the Stone Age, Limp Bizkit und We Are Scientists.
2011: In der 26. Ausgabe des Open Air Gampels konnten erstmals über 85'000 Besucher verzeichnet werden. Headliner waren The Chemical Brothers, Seeed, The Offspring und Ich + Ich.
2012: Die 27. Veranstaltung wurde von Konzerten von Foo Fighters, Placebo, Cypress Hill und Silbermond begleitet. 85'000 Besucher registrierte man an den vier Tagen.
2013: Als Headliner traten an der 28. Ausgabe Tenacious D, Biffy Clyro, Billy Talent, Flogging Molly und Gentleman auf. Insgesamt besuchten 86'400 Besucher das Festival.
2014: Das 29. Open Air Gampel besuchten 93'200 Besucher. Als Headliner traten Volbeat, Mando Diao, Die Fantastischen Vier, Marilyn Manson, Casper und Scooter auf.
2015: 104'300 Besucher wurden in den vier Tagen Festival gezählt. In der ersten Bandwelle wurden Bands wie Die Toten Hosen, The Prodigy, Adel Tawil, Beatsteaks, Simple Plan und Enter Shikari angekündigt. Die Toten Hosen mussten kurzfristig ihr Konzert absagen, weil der Frontsänger der Band die Stimme verloren hatte. Ersetzt wurden sie durch Kraftklub. Die Toten Hosen kamen ohne ihren Frontsänger für zwei Songs auf die Bühne und spielten diese zusammen mit Kraftklub. Auch die Beatsteaks mussten ihr Konzert frühzeitig wegen Stimmprobleme des Frontsängers beenden.
2016: Es gab rund 102'100 Besucher. Mit rund 33'000 Besuchern am Samstag, wurde sogar ein neuer Besucherrekord an einem Einzeltag erreicht. Im Vorfeld des Festivals sorgte eine Marketingkampagne rund um den Logowechsel für viel Gesprächsstoff. Der Steinbock im Logo wurde mit dem, im Wallis unbeliebtem Wolf ersetzt. Im Verlauf des Festivals wurde dieser aber symbolisch erschossen und damit nahm der Steinbock wieder den Platz ein. Musikalische Highlights der 2016er Ausgabe waren die Headliner Biffy Clyro, Parov Stelar und Robin Schulz. Weiter überzeugten aber auch Acts wie Asking Alexandria, Parkway Drive und Sum 41. Wie seit 2016 Tradition, wurde dieses Jahr auch wieder eine Band von der Gemeinde Gampel-Bratsch geehrt. Patent Ochsner durften mit Begleitung der Musikgesellschaft Lonza einen Stern im Dorfplatz der Gemeinde einweihen.
2017: 115'000 Besucher besuchten das Open Air Gampel. Zum ersten Mal in der Festivalgeschichte war, mit 35'000 Eintritten, auch ein Einzeltag komplett ausverkauft. Am Freitag gab es ein heftiges Gewitter. Durch die frühe Reaktion darauf blieben aber größere Verletzungen oder Schäden aus. Musikalische Highlights waren Die Toten Hosen die ihr Versprechen von 2015 einlösten, und nochmals kamen. Weitere Headliner waren Paul Kalkbrenner, Cro und Lil Wayne. Das Konzert von Lil Wayne musste aber wegen Krankheit kurzfristig abgesagt werden.
2020: Aufgrund der weltweiten COVID-19-Pandemie musste das Open Air Gampel abgesagt werden und fand zum ersten Mal in der Geschichte nicht statt.
2021: Auf Grund der COVID-Auflagen des Bundes soll das Festival in diesem Jahr auf 10'000 Besucher beschränkt werden und nur wer getestet, geimpft oder genesen ist, könne daran teilnehmen.

## Termine und Bands
| Datum               | Künstler | Besucher | Preise in CHF |
| ------------------- | --- | -------- | --- |
| 12. Juli 1986       | Span, Andromeda, Batiscaf, Family Force, Sensounico | 500      | – |
| 1987                | Uriah Heep, Wishbone Ash, Look People, Prickly Heat, Confetti Blues Band, U-Kant, Scheissegal, 6 t’aime, Split Ethics, Jammin’ the Blues, Family Force, | 3.000    | – |
| 1988                | Nazareth, Polo Hofer und die Schmetterband, Jammin’ the Blues, Fool House, Steve Withney Band, Paul Mc Bonvin Band, Four Roses, Oli und die Touristen, Saccage | 3.000    | – |
| 19.–22. August 1989 | R.I.P., Avanti Dilettanti, Pyramide, Jast, Eclyps, Soul Syndrom, Beggar, Steve Thomson, Speddy Gonzales, Blush, Slaves of Jazz, Ghost Riders, Emma Zita, Jazzdance, Kenny Moore | 2.500    | – |
| 1990                | Guesch Patti, Rare Earth, Luther Allison, Etta Scollo, Chi Kalé, Engerling, Toni Vescoli, Southern Comfort, IGIM Blues Band, Alex Ruedi Big Band, Family Force, Hayden, Helliot, FBI, Confusing Confusion | 3.200    | – |
| 1991                | Nina Hagen, Status Quo, Morj Kanté, Guesch Patti & encore, Jimmy Barnes, Antonio Vega, Vera Kaa, Midnight Revolution, Fly & the Tax, Jammin’ the Blues, The End, Polo Hofer, Silly Chilly, Family Force, Phil Manzanera, Sharkiat, Slaves of Jazz | 8.000    | – |
| 21.–23. August 1992 | Marillion, Gary Moore, Eric Burdon, Gotthard, Rams, John Parr, The Foolhouse, Paul Mc Bonvin Band, Family Force, Mad Lighters, Roots Syndicate, Red Holly Peppers, Fishnet Stockings, The Failures Human Waste, Rattlesnake Smash Alley, 3 Minute, Pleasure | 12.000   | – |
| 1993                | Magnum, Edoardo Bennato, Fish, Inner Circle, Eric Burdon & Brian Anger Band, Rory Gallagher & Band, Mother’s Finest, Polo Hofer & Schmetterband, Ramdam Hugh Cornwell Band, Sixties Club, Confusing Confusion, The Odds, Hangry Amman & Alperose Band, Dänu Sigrist Band, 20 minutes of Love, Psycho P., A.C.H. / Illusion, Family Force | 12.000   | – |
| 19.–21. August 1994 | Midnight Oil, Zucchero, The Pogues, Die Toten Hosen, Mother’s Finest, Marla Glen, Slunicko, Mau Mau, Hot DC, Pfuri's Family Band, Panorama, City Blossom, Marlboro Rock'in, I Madman, Proud to be loud, Contrast Family, Bartrek, Sina | 14.000   | – |
| 1995                | Zap Mama, Bob Geldof, Johnny Clegg, Heather Nova, Neil Young, Alpha Blondy, Laugh, Core, PG Csoport, Fun Republic, Este Rito Le Sugerimos, Mumpitz, Crank, Wooloomooloo, Beverly Jo Scott, Led Airbus, Pojama People, Kosh, Zebda | 16.000   | – |
| 16.–18. August 1996 | Manfred Mann’s Earth Band, Vaya Con Dios, Züri West, Marla Glen, Freakpower, Robert Cray, Touré Kunda, The Big Geraniums, Gigi Moto, Grand Mother’s Funck, Glen of Guinness, Pregnant, Lovebugs, The Failures, Jester, S’Panic’ Kiff, Ventilators, Paz, Luke Gasser, Le Soldat Inconnu, Ragazzi. | 16.000   | – |
| 15.–17. August 1997 | Clawfinger, Joan Osborne, BAP, Jimmy Cliff, Martin Schenkel & Band, Mr. Ed Jumps the Gun, Apollo 440, Therapy?, Indeed, K-Rakters, Slam, Sina, Keziah Jones, Candy Dulfer, Cover Connection, Jolly and the Flytrap, Florian & Florianstein, Diana Miranda, Angélique Kidjo, Steve Withney Band | 19.000   | – |
| 21.–23. August 1998 | The Cure, Bell, Book & Candle, Del Amitri & Special Guests, Gotthard & Friends defrosted, Dog Eat Dog, Leningrad Cowboys, Beverly Jo Scott, Deftones, Les moustiques battus, Crank, Dr. Mablues and the Detail Horns, Karl Heinz Rüdiger und die Tornados, Rämis Spontan, Family Force, Merfen Orange, Sixties Club, Hips, Ten 4 Soul, Marcy Playground | 24.000   | – |
| 20.–22. August 1999 | Culture Club, Guano Apes, Blues Brother Band, Sens Unik, Gianna Nannini, Roland Gift, Björn Again, Sina, Zap Mama, Göla & Band, Perry Rose, Gschpässig, Core, Amakoma, Panorama, Emel, Keilerkopf, AC/CD, Autseid, Kisha | 30.000   | - |
| 18.–20. August 2000 | Die Fantastischen Vier, Joe Cocker, The King, Bad Religion, Liquido, Chumbawamba, Polo Hofer & die Schmetterband, Jammin’, Marque, Knorkator, Water Lily, Staff (Band), The Barleyshakes, Paulo Mendonça, Lovebugs, Scream, Michael von der Heide, The Commitments | 36.500   | – |
| 17.–19. August 2001 | DJ BOBO, Papa Roach, Deep Purple, Echt, Reamonn, K’s Choice, Apocalytica, The Freestylers, Sina, Mundstuhl, Martin Schenkel, Allpot Futsch, J.B.O., Liz Libido, Gigi Moto, Alien Ant Farm, Stone the Crow, Blue Lemon, Crank, Demilliac, Sixties Club, Sofaplanet, Feeder, Glen of Guinness, Fusion Square Garden, Hendrix I Cousins | 43.300   | – |
| 15.–17. August 2002 | Motörhead, UB40, Polo Hofer & die Schmetterband, H-Blockx, Articolo 31, Nek, Natalie Imbruglia, Die Happy, Fu Manchu, Lambretta, Sub7even, Subzonic, Eskobar, Popa Chubby, Züri West, Patent Ochsner, Double Pact, Mild in Taste, The Tarantinos, M.J. Steve’s Blues Inc., Phébus, Rämis Spontan, Turn on Tina, Bananafishbones, Bubble Beatz, Dada (ante portas), Plüsch | 46.600   | – |
| 15.–17. August 2003 | Seeed, HIM, Simple Minds, Heather Nova, Melanie C, Meziah Jones, Eagle Eye Cherry, Bon Voyage, Earthmachine, Posh, Samael, Joachim Deutschland, Popa Chubby, Bomfunk MC’s, Lovebugs, Even Flow, Don, Ivo, Adrian Weyermann, Core 22, The Flames, Tito und Tarantula, Florian Ast, Bagatello, Kristin Ash, Mash, Stiller Hass | 54.000   | 3 Tage: CHF 147, 2 Tage: CHF 102, Freitag: CHF 76, Samstag: CHF 76, Sonntag: CHF 49                                                                                              |
| 19.–22. August 2004 | Pink, Die Toten Hosen, The Offspring, Toto, Mangu, Sens Unik, Moneybrother, Mia., Lambretta, Ska-P, Exillia, Züri West, Dick Brave & the Backbeats, The Rasmus, The Peanuts, Somogo, Granny Smith, QL, Dada ante portas, Lunik, Water Lily, Whysome, Famaræ, Sixties Club, Swosh!, Sandee, Sektion Kuchikäschtli, Stop the Shoppers, Myrto, Glen of Guinness, Scream | 79.000   | 4 Tage: CHF 197, 3 Tage: CHF 147, 2 Tage: CHF 106, Donnerstag: CHF 66, Freitag: CHF 76, Samstag: CHF 76, Sonntag: CHF 56                                                         |
| 18.–21. August 2005 | Joe Cocker, Korn, Shaggy, Söhne Mannheims, Reamonn, Nek, Jimmy Cliff, Lovebugs, Sportfreunde Stiller, Silbermond, The Roots, Beatsteaks, Wir sind Helden, Archive, Florian Ast, Family Force, Sina + Guests, Liquido, Juliette & the Licks, Die Happy, Gingala, Phenomden, GMF, Open Season, Tight Finks, Shiva, Aextra, Stress, Gigi Moto, Sam Ragga Band, Negative, Bluesbueb, El Tattoo del Tigre | 76.500   | 4 Tage: CHF 197, 3 Tage: CHF 147, 2 Tage: CHF 109, Donnerstag: CHF 70, Freitag: CHF 76, Samstag: CHF 76, Sonntag: CHF 56                                                         |
| 17.–20. August 2006 | Muse, Jovanotti, Franz Ferdinand, The Prodigy, Seeed, Millencolin, Patrice, Mando Diao, Juli, Pennywise, Patent Ochsner, Danko Jones, Nada Surf, Babylon Circus, Babacools, La Vela Puerca, Dada Ante Portas, The BossHoss, Morningwood, Scream&Strings&Specials, Gimma, Redwood, Rämis Spontan, A.F., Ivo, Fusion Square Garden, Secondo, Edit Presents, envy. | 80.000   | – |
| 16.–19. August 2007 | Tool, Die Ärzte, Travis, Gentleman, Within Temptation, Jan Delay, Sportfreunde Stiller, Billy Talent, Within Temptation, In Extremo, Stress, Sportfreunde Stiller, Jimmy Eat World, Gogol Bordello, The Sounds, Goooo, Jan Delay & Disko No.1, Mad Caddies, Eagles of Death Metal, Ash, The Queen Kings, QL, My Name is George, The Passengers, The Answer, Lineli Concept, Sorgente, Russkaja, Modern Day Heroes, Bligg, Krypteria, William White & The Emergency, iO                                                                                                | 80.000   | – |
| 14.–17. August 2008 | Nightwish, Beatsteaks, Die Fantastischen Vier, Mando Diao, The Hives, Starsailor, Stereo MC’s, Anti-Flag, Züri West, Fettes Brot, Oomph!, Flogging Molly, Sunrise Avenue, Kaizers Orchestra, The Hoosiers, Grand Avenue, The Locos, The Futureheads, Sina, Stefanie Heinzmann, Animal Alpha, Zdob Si Zdub, Justin Nozuka, Favez, Cage the Elephant, Sonic Boom Foundation, Sandee, Adrian Stern, Breitbild, Männer am Meer, Coal, Deep Trip, Bzar | 78.000   | – |
| 13.–16. August 2009 | Snow Patrol, Kaiser Chiefs, N.E.R.D, Maximo Park, Silbermond, The Ting Tings, Farin Urlaub Racing Team, Stress, Milow, The BossHoss, Patent Ochsner, Samy Deluxe, Culcha Candela, Bligg, Danko Jones, Broilers, Pantéon Rococó, Lovebugs, Disco Ensemble, The Rifles, The Maccabees, The Airborne Toxic Event, Phenomden, Asaf Avidan & the Mojos, Irie Révoltés, Shakra, Eskorzo, Moonraisers, Wurzel 5, Duné, Liricas Analas, Mad Manoush, Telaphones, The Loops, Stockitown, Ds'Personal, Caroline Chevin, Tony Malony's, Wintersleep                              | 72.500   | – |
| 19.–22. August 2010 | Die Toten Hosen, Limp Bizkit, Queens of the Stone Age, Sido, Gotthard, Klaxons, The Sounds, Wir sind Helden, Against Me!, We Are Scientists, Blumentopf, Ash, Stanfour, Turbostaat, Karamelo Santo, Thrice, Shantel & Bucovina Club Orkestar, Eternal Tango, Alain Johannes, Greis, Dada Ante Portas, Stefanie Heinzmann, Bookhouse Boys, QL, State Radio, King Charles, Redwood, Gustav, Anshelle, Sandee, Orpheline, Lesley Meguid, Bubble Beatz, We-4, Van Golden, Chica Torpedo, DB - Die Band, Flat Noise Bag                                                    | 80.711   | 4 Tage: CHF 199, 3 Tage: CHF 159, 2 Tage: CHF 129, Donnerstag: CHF 69, Freitag: CHF 79, Samstag: CHF 79, Sonntag: CHF 59                                                         |
| 18.–21. August 2011 | The Chemical Brothers, Seeed, The Offspring, Ich + Ich, NOFX, Kool Savas, Skunk Anansie, Guano Apes, Tricky, Dropkick Murphys, The Baseballs, The Subways, Kaizers Orchestra, Katzenjammer, Yellowcard, Rival Schools, Movits!, Black Bacific, Mariachi el Bronx, Sound of Arrows, Russkaja, Sina, Adrian Stern, Steff la Cheffe, Da Cruz, Gomez, Favez, Wirtz, GMF Feat. Akil the MC, The Raveners, 77 Bombay Street, The Rambling Wheels, Fabienne Louves, Z'Hansrüedi Endfrenz, Pablopolar, The Monkees                                                            | 85.000   | 4 Tage: CHF 199, 3 Tage: CHF 159, 2 Tage: CHF 129, Donnerstag: CHF 69, Freitag: CHF 79, Samstag: CHF 79, Sonntag: CHF 59                                                         |
| 16.–19. August 2012 | Foo Fighters, Placebo, Cypress Hill, Silbermond, Beatsteaks, Deichkind, Bush, Mark Lanegan Band, Eagles of Death Metal, Cro, Moop Mama, Nada Surf, Frei.Wild, All Time Low, The Joy Formidable, Alex Clare, Triggerfinger, Stress, Dick Brave & the Backbeats, QL, Patent Ochsner, Twin Atlantic, Stefanie Heinzmann, Bastian Baker, Bassnectar, Royal Republic, Che Sudaka, Del Castillo, Famara, The Beauty of Gemina, Rams Pocket Radio, Huck Finn, The Bianca Story, Allpot Futsch, Cremation                                                                     | 85.000   | 4 Tage: CHF 202, 3 Tage: CHF 162, 2 Tage: CHF 132, Donnerstag: CHF 82, Freitag: CHF 82, Samstag: CHF 82, Sonntag: CHF 62                                                         |
| 15.–18. August 2013 | Tenacious D, Billy Talent, Biffy Clyro, Xavas, Gentleman & The Evolution, Parov Stelar Band, Archive, The Gaslight Anthem, Editors, Flogging Molly, Asaf Avidan, Eluveitie, The Wombats, Kraftklub, Max Herre, The Bronx, Alkaline Trio, Filter, Awolnation, Broilers, Brand New, Irie Révoltés, Kodaline, Thees Uhlmann, Frightened Rabbit, Kensington, Chuck Ragan, Funeral for a Friend, Django 3000, Deap Vally, 77 Bombay Street, Steff la Cheffe, Heidi Happy, Greis, Lina Button, Zibbz, Manillio & Band, Kyasma, Bzar, Scutluck                               | 86.400   | 4 Tage: CHF 202, 3 Tage: CHF 162, 2 Tage: CHF 132, Donnerstag: CHF 82, Freitag: CHF 82, Samstag: CHF 82, Sonntag: CHF 62                                                         |
| 14.–17. August 2014 | Volbeat, Mando Diao, Die Fantastischen Vier, Marilyn Manson, Casper, Scooter, Ska-P, Marteria, Fettes Brot, A Day to Remember, Heaven Shall Burn, Krokus, Clean Bandit, American Authors, Frank Turner & the Sleeping Souls, Turbonegro, Jimmy Eat World, The Kyle Gass Band, Itchy Poopzkid, Skindred, Royal Blood, Reel Big Fish, The Glitch Mob, Kyla la Grange, Hozier, Blacklist Royals, Bear Hands, Pegasus, Kadebostany, Lo & Leduc, Yokko, Ritschi, QL, Open Season, Sinplus, Gerard, Allys Fate, Them Fleurs                                                 | 93.200   | 4 Tage: CHF 212, 3 Tage: CHF 172, 2 Tage: CHF 142, Donnerstag: CHF 89, Freitag: CHF 89, Samstag: CHF 89, Sonntag: CHF 69, Dine & View Gold: CHF 300, Dine & View Silver: CHF 250 |
| 20.–23. August 2015 | Kraftklub, The Prodigy, Deichkind, Beatsteaks, Adel Tawil, Simple Plan, Clueso, Awolnation, Gogol Bordello, Enter Shikari, Seether, Halestorm, Everlast, The Subways, Modestep, Stress, Stefanie Heinzmann, Against Me!, Kitty, Daisy & Lewis, Coheed and Cambria, Baroness, The Last Internationale, Touché Amoré, Chlyklass, Sina, Frank Carter & the Rattlesnakes, Eldorado FM, The Menzingers, All the Luck in the World, James Gruntz, Breakdown of Sanity, Dolomite Minor, Kummerbuben, Memphis Maniacs, Endfrenz, Death Come Cover Me, So Wasted, Pyrotastics  | 104.300  | 4 Tage: CHF 219, 3 Tage: CHF 189, 2 Tage: CHF 149, Donnerstag: CHF 99, Freitag: CHF 99, Samstag: CHF 99, Sonntag: CHF 69, Gold Member Card: CHF 350, Dine & View: CHF 300        |
| 18.–21. August 2016 | Biffy Clyro, Parov Stelar, Robin Schulz, Sum 41, Noel Gallagher’s High Flying Birds, The Bosshoss, G-Eazy, Parkway Drive, Sportfreunde Stiller, Asking Alexandria, Eagles of Death Metal, Blumentopf, K.I.Z, Alan Walker, Glasperlenspiel, Sigma Live, Patent Ochsner, Bastian Baker, Thrice, 77 Bombay Street, Clutch, Hoodie Allen, Bosse, The Boxer Rebellion, Half Moon Run, Brian Fallon & The Crowes, Lonely the Brave, Sophie Hunger, Müslüm, Breitbild, Yokko, Red, Damian Lynn, Walliser Seema, Üsserorts, Gerd & Da Polis, LaBrassBanda                     | 102.100  | 4 Tage: CHF 219, 3 Tage: CHF 189, 2 Tage: CHF 149, Donnerstag: CHF 99, Freitag: CHF 99, Samstag: CHF 99, Sonntag: CHF 69, Gold Member Card: CHF 350, Dine & View: CHF 300        |
| 17.–20. August 2017 | Die Toten Hosen, Paul Kalkbrenner, Cro, Lil Wayne, Broilers, Milky Chance, Wolfmother, The Kills, Tory Lanez, The Pretty Reckless, Seasick Steve, Jennifer Rostock, SDP, Johnossi, Gramatik, Walking on Cars, Dub FX, Lady Leshurr, Lo & Leduc, The Amity Affliction, Triggerfinger, Booka Shade, Seven, Dabu Fantastic, Nemo, Watsky, Deaf Havana, Little Hurricane, Tom Walker, Black Honey, Manillio, Kunz, The Souls, Klischée, Redeem, Panda Lux, Sam Gruber Band, Sevsnite                                                                                      | 115.000  | 4 Tage: CHF 229, 3 Tage: CHF 194, 2 Tage: CHF 149, Donnerstag: CHF 99, Freitag: CHF 105, Samstag: CHF 99, Sonntag: CHF 69, Gold Member Card: CHF 350, Dine & View: CHF 300       |
| 16.–19. August 2018 | Thirty Seconds to Mars, Macklemore, The Chemical Brothers, Dropkick Murphys, Marteria, 187 Strassenbande, Kodaline, Wanda, Mando Diao, Walk Off the Earth, Fat Freddys Drop, Tom Walker, Feine Sahne Fischfilet, Seasick Steve, The Baseballs, Welshly Arms, Eskimo Callboy, Käptn Peng & Die Tentakel von Delphi, Eluveitie, Faber, Hecht, Dodo, Steff La Cheffe, Shame, Saltatio Mortis, Stereo Honey, The Joy Formidable, Skinny Lister, Yungblud, De Staat, Turbobier, Death by Chocolate, Danitsa, The Gardener and The Tree, Tobias Carshey, Wintershome, Vibez | 112.000  | 4 Tage: CHF 239, 3 Tage: CHF 209, 2 Tage: CHF 159, Donnerstag: CHF 109, Freitag: CHF 109, Samstag: CHF 109, Sonntag: CHF 69, Gold Member Card: CHF 350, Dine & View: CHF 320     |
| 15.–18. August 2019 | Kygo, Sunrise Avenue, Bonez MC, Parkway Drive, Capital Bra, Anderson Paak, Yung Hurn, Jeremy Loops, Alligatoah, Dendemann, Turnstile, Bligg, Stefanie Heinzmann, Lo & Leduc, Loco Escrito, Revolverheld, Ziggy Marley, Ghostemane, Bury Tomorrow, Royal Republic, Namika, Basement, Stress, Kunz, Sina, Crimer, KT Gorique, Mini Mansions, Nova Twins, Leoniden, IDKHOW, QL, The Story So Far, The Rising Lights, Jesters Quest, Tany Barany, Genderbüebu | 110.000  | 4 Tage: CHF 239, 3 Tage: CHF 209, 2 Tage: CHF 159, Donnerstag: CHF 113, Freitag: CHF 113, Samstag: CHF 113, Sonntag: CHF 69, Gold Member Card: CHF 350, Dine & View: CHF 320     |